# バザード・クーリー隕石

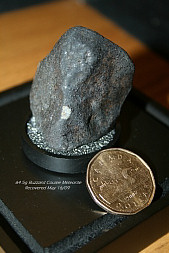
64.5gの隕石破片

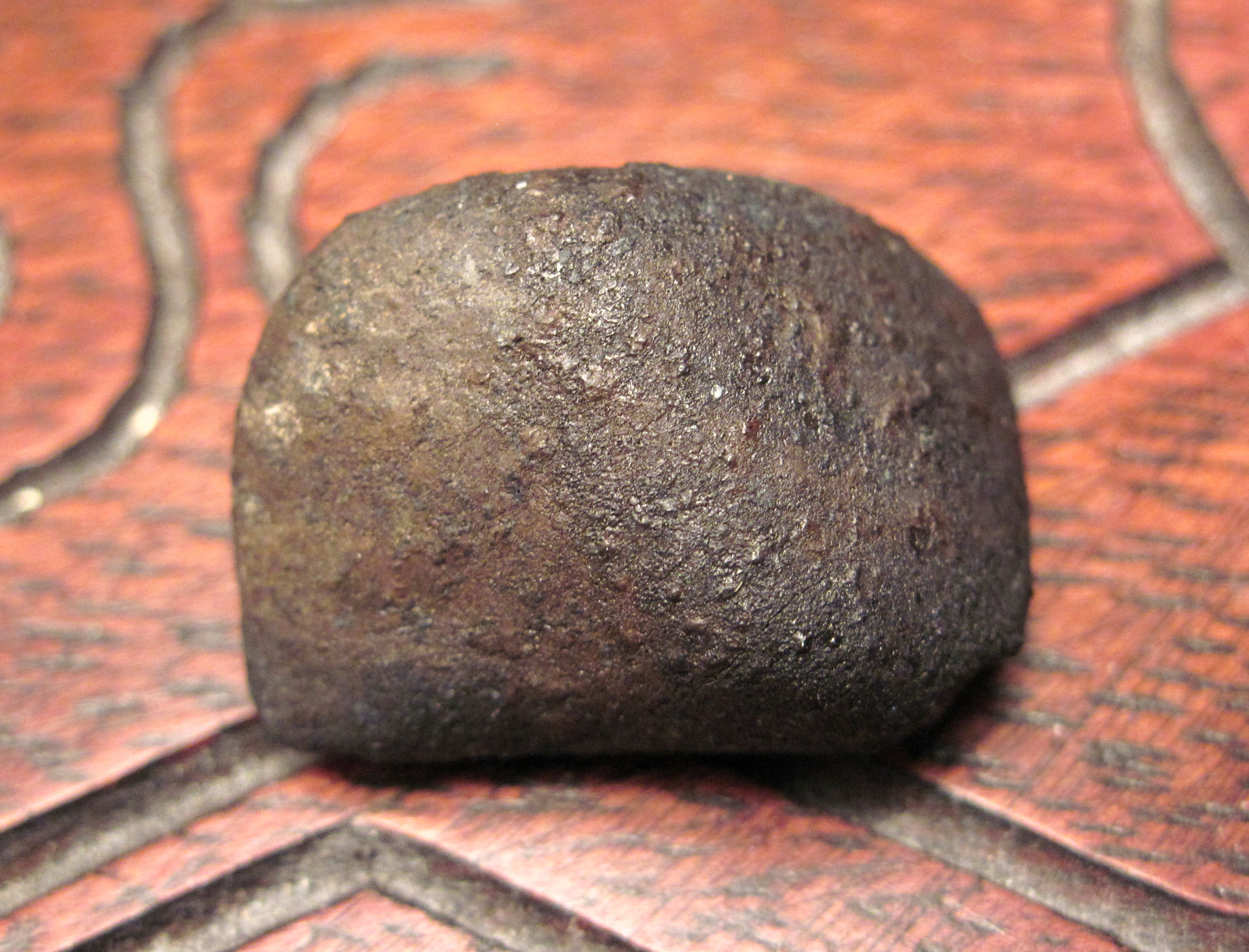
Buzzard Coulee, 12.3 g

バザード・クーリー隕石（バザード・クーリーいんせき、Buzzard Coulee meteorite）は2008年11月20日にカナダで見られた火球と隕石雨である。
火球は2008年11月20日17時30分頃に出現し、アルバータ州、サスカチュワン州、マニトバ州やアメリカ合衆国のノースダコタ州で目撃された。火球は満月ほどの明るさに5度増光した。400人以上が目撃したことを報告し、撮影されたいくつかの動画がユーチューブで公開された。衝突前にいくつかの破片に分かれていた。ビデオ画像からの分析が行われ、隕石は、秒速14kmで地球大気に突入し、重量は10トンほどであったと見積もられた。
隕石破片の分布域と推定された20平方kmの地域のすぐ南にあるマースデン村には隕石ハンターたちが集まった。多くの村人が落下の目撃や衝撃音や異臭を報告したため「マースデン隕石」とも呼ばれた。カルガリー大学の調査チームが調査に入り、2008年11月末までに10数個の隕石を回収した。最初に研究者が隕石破片を発見したバトルリバーバレーから約2km、離れたバザード・クーリーから命名され国際隕石学会に2009年2月に登録された。
有名なアメリカの隕石ハンターであるロバート・ハーグは1kgを超える隕石に対して10,000ドルで購入すると申し出た。その後民間人のアレックス・ミッチェルが発見した13kgの隕石を含めて1,000個を超える隕石の破片が回収され、回収された総重量は100kgを超えた。
H4に分類される普通コンドライトである。